# Datum geodetico

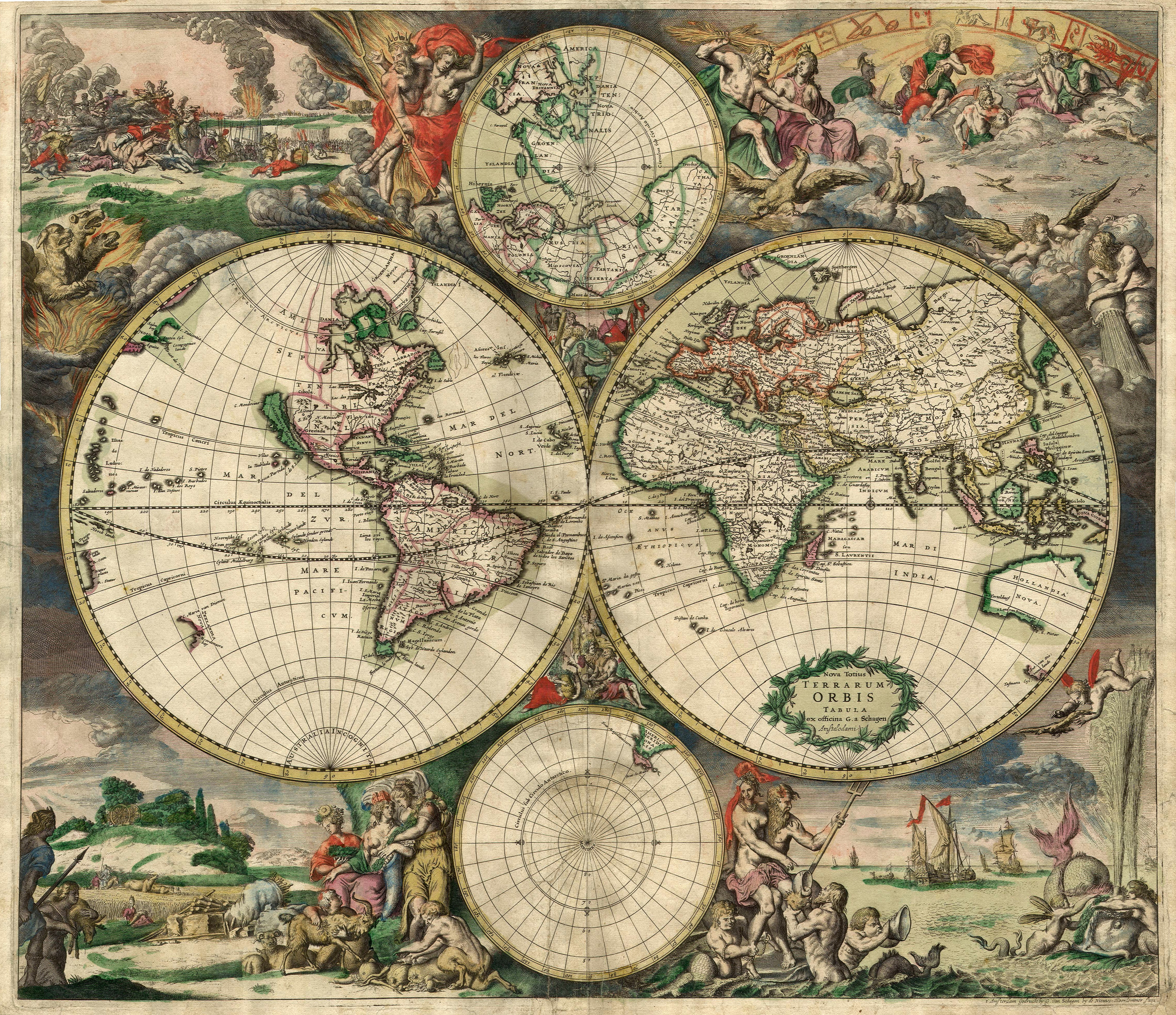
Mappa della Terra prodotta nel 1686

Un datum geodetico, detto anche semplicemente datum, è un sistema geodetico di riferimento che consente di definire in termini matematici la posizione di punti sulla superficie della Terra. Il datum consente quindi l'operazione di georeferenziazione di luoghi o oggetti. Non essendo la Terra uno sferoide perfetto, il datum di riferimento non può essere univoco. Si possono pertanto definire diversi modelli (datum) in funzione delle esigenze. È quindi sempre necessario associare alle coordinate di un punto il suo datum di riferimento, in quanto lo stesso punto può avere coordinate diverse, a seconda del datum utilizzato.
Occorre notare che il sistema di riferimento in sé è puramente teorico, quindi per il suo utilizzo pratico deve necessariamente essere associato ad un insieme fisico di punti materializzati sulla superficie della Terra, di cui si devono misurare le posizioni, ovvero assegnare le coordinate. Questo insieme di punti prende il nome di "rete di inquadramento" e costituisce la realizzazione materiale del datum.

## Classificazione dei datum
I sistemi di riferimento possono essere classificati secondo vari criteri.
Una prima differenziazione è quella fra sistemi non inerziali e sistemi inerziali:
- i sistemi non inerziali (o in inglese earth-fixed) in quanto solidali con la Terra, sono quelli utilizzati tipicamente in geodesia e topografia;
- i sistemi inerziali, cioè fissi rispetto al Sole o alle stelle fisse, ed in cui la Terra risulta essere in movimento, vengono utilizzati ad esempio in astronomia e per lo studio del moto dei satelliti.

Una seconda differenziazione riguarda il numero di dimensioni usate per la definizione del datum. Si parla quindi di:
- datum Orizzontali (o Planimetrici): sono usati nella geodesia classica basata su misure eseguite a terra;
- datum Verticali (o Altimetrici): usati per la misura della quota ortometrica;
- datum Tridimensionali: usati nella moderna geodesia basata su misure fatte con i satelliti.

## I datum nella Geodesia classica

Lo sferoide oblato è la forma matematica più vicina a quella della Terra

Geoide (grigio), ellissoide globale (rosso), ellissoide locale (nero)

Nella geodesia classica, cioè quella precedente alla disponibilità dei satelliti, l'unico modo per calcolare le coordinate di un punto era quello di effettuare delle misurazioni a terra per mezzo di triangolazioni o trilaterazioni. Era pertanto necessario disporre di una superficie di riferimento, ovvero di una superficie matematica nota sulla quale poter sviluppare i calcoli geodetici: tale superficie prende il nome di ellissoide di riferimento. Dal punto di vista matematico, un ellissoide di riferimento è usualmente uno sferoide oblato, i cui punti, di coordinate x,y,z, soddisfano la relazione:
{\displaystyle {\frac {x^{2}+y^{2}}{a^{2}}}+{\frac {z^{2}}{c^{2}}}=1},
Dove:
- a = semiasse maggiore (o raggio equatoriale)
- c = semiasse minore (o raggio polare)
- a > c

Questa superficie va quindi collegata in modo univoco alla superficie reale della Terra con un'operazione che viene detta di "orientamento". L'orientamento può essere di due tipi:
- Orientamento locale: usato per superfici limitate (tipicamente a livello nazionale). Il collegamento fra la superficie di riferimento e la superficie della terra è limitato ad un solo punto.
- Orientamento medio: usato per aree più vaste (continenti). Il collegamento fra la superficie di riferimento e la superficie terrestre avviene in più punti.

### Datum con orientamento locale

Deviazione dalla verticale
A = Geoide equipotenziale
B = Ellissoide
D = Verticale sul Geoide
E = Normale ellissoidica
F = Deviazione verticale

Per definire un datum locale è necessario quindi:
1. scegliere un ellissoide di riferimento (ad esempio quello di Bessel o quello Internazionale) di cui sono noti i parametri fondamentali, cioè il semiasse maggiore (detto anche raggio equatoriale) e il semiasse minore (detto anche raggio polare);
2. orientare l'ellissoide in un punto (detto punto di orientamento o punto di emanazione) imponendo in tale punto determinate condizioni geometriche.

Le condizioni imposte nel punto di emanazione devono essere tali da "bloccare" l'ellissoide di riferimento rispetto alla Terra, o se vogliamo rispetto al geoide che la rappresenta. Esse sono:
1. la normale dell'ellissoide nel punto deve essere coincidente con la verticale (cioè con la direzione della forza di gravità nel punto). Quindi nel punto di emanazione dell'ellissoide di riferimento la deviazione della verticale è zero. Questa condizione blocca l'inclinazione dell'ellissoide rispetto al geoide.
2. la direzione del meridiano astronomico deve essere coincidente con la direzione del meridiano ellissoidico. Questo vuol dire che, presi due punti vicini, di cui uno è il punto di emanazione, l'azimut della geodetica fra i due punti deve coincidere con l'azimut astronomico. Questa condizione blocca la direzione dell'ellissoide rispetto al geoide.
3. la quota ellissoidica nel punto deve coincidere con la quota ortometrica, cioè l'ellissoide è tangente al geoide nel punto di emanazione. Questa condizione blocca l'altezza dell'ellissoide rispetto al geoide.

Con questo modello quindi la deviazione della verticale, nulla nel punto di emanazione, risulta essere trascurabile per una porzione del geoide in un intorno del punto di emanazione per il quale quindi il modello matematico approssima bene la figura reale locale della Terra. Quindi in questo intorno le misure effettuate sulla superficie reale con strumenti orientati secondo la verticale gravimetrica possono essere proiettati sulla superficie dell'ellissoide ed elaborati matematicamente.

### Datum con orientamento medio
Il modello di datum con orientamento medio viene utilizzato quando il territorio a cui applicare il modello è vasto (continenti, ampie regioni geografiche) e quindi il modello locale può introdurre scostamenti anche sensibili in alcune parti del territorio.
In questo caso si individuano più punti della superficie e si impone che la posizione dell'ellissoide sia tale che gli scostamenti della verticale in detti punti sia minima, utilizzando ad esempio il principio dei minimi quadrati. In tal modo pur non essendoci nessun punto in cui la deviazione è nulla, le ondulazioni risultano distribuite in modo ottimale.

## I datum nella Geodesia satellitare

Ellissoide geocentrico e terna di assi cartesiani geocentrici

La geodesia moderna è basata principalmente sulla geodesia satellitare,
cioè su servizi forniti da sistemi satellitari di navigazione, detti GNSS (Global Navigation Satellite System) che permettono ad appositi ricevitori elettronici di determinare le coordinate geografiche (longitudine, latitudine ed altitudine) di un qualunque punto della superficie terrestre o dell'atmosfera con un errore di pochi metri. I sistemi attualmente più utilizzati sono il sistema statunitense GPS, il sistema russo GLONASS e il sistema europeo Galileo, divenuto operativo il 15 dicembre 2016
Nella geodesia satellitare è necessario adottare dei datum tridimensionali con orientamento globale, valido cioè per tutta la Terra, e non solo per porzioni più o meno grandi di essa come accade per i datum con orientamento locale o medio.
Il datum è basato su una terna di assi cartesiani fissa rispetto alla Terra, a cui viene associato un ellissoide geocentrico, secondo le seguenti regole:
- origine (O) della terna posizionata nel baricentro terrestre;
- asse Z coincidente con l'asse di rotazione terrestre convenzionale;
- assi X e Y posti sul piano equatoriale, con asse X diretto secondo il Meridiano di Greenwich;
- centro dell'ellissoide coincidente con quello della terna (e quindi della Terra), semiasse minore orientato come l'asse Z e semiassi maggiori orientati come gli assi X e Y.

Per la loro caratteristica di essere solidali e geocentrici con la Terra questi sistemi vengono anche detti ECEF, cioè Earth Centered - Earth Fixed.

## Datum verticali
Nei datum planimetrici la posizione dei punti sulla superficie viene individuata tramite le coordinate geografiche. In questi modelli l'altezza del punto è quella relativa all'ellissoide di riferimento utilizzato per il datum. Nella pratica tuttavia quello che interessa è la quota relativa al livello del mare, detta in termini più precisi la quota ortometrica (o geoidica). Per queste misure occorre quindi definire un datum specifico che viene detto datum verticale o altimetrico.
Per definire un datum verticale occorre:
- individuare un punto di origine, detto anche "caposaldo fondamentale", a cui si assegna convenzionalmente la quota zero;
- associare al punto di origine una rete altimetrica, detta anche rete di livellazione, composta di punti (capisaldi) che coprono tutto il territorio di interesse, posti a distanza di 1 o 2 chilometri, di cui va misurata la quota ortometrica assoluta;
- associare un modello di geoide (globale o locale) valido per l'area interessata dal modello.

L'ultimo punto risulta essenziale nella geodesia moderna basata sull'uso dei satelliti in quanto questi forniscono le quote riferite all'ellissoide di riferimento (quota ellissoidica), mentre nelle applicazioni di uso comune si usa la quota ortometrica.
Per la definizione della quota del caposaldo fondamentale viene usato uno strumento detto mareografo che è in grado di misurare e registrare il livello del mare in un determinato punto. Questo valore, mediato in un periodo lungo, solitamente decine di anni, fornisce un valore che viene assunto come livello del mare. Questo valore viene quindi riportato con misure di livellazione ad un punto fisso e stabile nelle vicinanze che costituisce appunto il caposaldo fondamentale.
Il caposaldo fondamentale è quindi l'origine della rete altimetrica che viene realizzata mediante tecniche di livellazione geometrica di alta precisione.

## Sistemi di coordinate e trasformazioni
Una volta definito un datum è possibile georeferenziare un punto, ossia definirne la posizione, mediante vari sistemi di coordinate. I sistemi più utilizzati sono:
- Coordinate geografiche ellissoidiche;
- Coordinate cartesiane geocentriche;
- Coordinate cartesiane locali (dette anche euleriane);
- Coordinate geodetiche locali;
- Coordinate cartografiche piane.

Il passaggio da un sistema di coordinate ad un altro, avviene tramite metodi analitici e geometrici senza approssimazione.

## Trasformazioni di Datum
Da quanto illustrato sino ad ora risulta evidente che uno stesso punto fisico ha coordinate diverse a seconda del datum utilizzato, che possono differire anche in modo notevole. Da questo discendono due considerazioni:
1. è necessario accompagnare sempre le coordinate di un punto con l'indicazione del datum a cui fanno riferimento;
2. per conoscere le coordinate di un punto noto in un datum, in un altro datum, è necessario effettuare un'operazione matematica.

Per passare da un datum all'altro esistono due metodi:
- Trasformazione di Helmert;
- Formule di Molodenskij.

La trasformazione di Helmert opera sulle coordinate cartesiane. Si tratta di una trasformazione affine consistente in una rototraslazione nello spazio tridimensionale con un fattore di scala. Dipende da sette parametri: tre per la traslazione, tre per la rotazione, ed il fattore di scala. Per questo motivo la trasformazione viene anche detta "trasformazione a sette parametri".
Le formule di Molodenski sono una variante del metodo precedente che utilizza però le coordinate geografiche. Anche queste formule utilizzano sette parametri.
Da notare che entrambe le operazioni suddette introducono un'approssimazione.

## Datum usati in Italia
- Roma 40
- GE02
- ED50
- WGS84

## Il datum nelle applicazioni GIS
Il datum utilizzato è un'informazione fondamentale nelle applicazioni GIS poiché permette di localizzare la cartografia che si sta usando e sovrapporla correttamente con altra cartografia proveniente da diversi soggetti.